# Obrana Livna
Obrana Livna je odlučna hrvatska pobjeda u ratu u Bosni i Hercegovini, kojom je obranjeno šire područje Livna i zaustavljen srpski prodor prema Dalmaciji.
U strateškom pogledu za ostvarivanje srpskog plana okupacije cjelokupne Bosne i Hercegovine te velikog dijela Hrvatske, najvažnije područje je teritorij od Kupresa do Livna, jer ono predstvalja stratešku vršnu točku na ratištu RH i BiH, koje se u kontekstu srpskih ciljeva, ali i u odnosu na obranu teritorija Republike Hrvatske, trebaju sagledati kao jedna cjelina.

## Stanje prije bitke
Krajem ožujka 1992. godine, na hrvatskim graničnim etničkim područjima u BiH koncentrirale su se jače srpske snage, JNA, TO i četnici, dragovoljci iz drugih krajeva bivše Jugoslavije.
Na području donjeg Livanjskog polja i Bosanskog Grahova koncentrirane su znatno jače snage. U Bosanskom Grahovu razmještena je 139. motorizirana brigada izvučena iz Šibenika koja je bila dobar oslonac mjesnoj TO i skupinama pristiglih četnika. Dio srpskog stanovništva već se je bio iselio u Livanjsko polje i ojačao redove mjesnog TO. Dio je za vojsku sposobnog stanovništva ostao u Livnu što je bio problem o kojem se moralo voditi računa.
Razmještaj srpskih snaga ugrožavao je u prvom redu Kupres i Livno prvenstveno zbog etničke izmiješanosti pa je zbog toga na pojedinim dijelovima općine crta obrane bila "nejasna". Hrvati su predviđali kako će prvi udar biti upravo na Kupres radi stavljanja pod nadzor strateški važne Kupreške visoravni. U svrhu te zadaće već su kružile glasine kako je to "nužno radi sprječavanja prodora ZNG".

## Bitka za Kupres
Dana 3. travnja 1992. godine počinje poznata bitka za Kupres. U bitci za Kupres s agresorske strane sudjelovalo je 6.000 vojnika, 3-4 topničke i minobacačke divizije, jedan oklopni bataljun i zrakoplostvo.
Kupres je branila Kupreška bojna HVO-a, Teritorijalna obrana Tomislavgrad, 13. bojna HOS-a, satnija HOS-a iz Prozora, jedna bojna iz Posušja, jedna satnija iz Gruda i dobrovoljci iz Hrvatske, sveukupno njih 2.500 naoružani puškama s nešto ručnih raketnih bacača i minobacača. Nakon pet dana borbe i otpora nadmoćnijem srpskom neprijatelju, Kupres pada, 8. travnja 1992., u srpske ruke. U 5 dana borbe, poginulo je 160 hrvatskih branitelja. Srbi su na Kupreškoj visoravni imali 85 poginulih i 154 zarobljene osobe.

## 13. travnja 1992.
Tri dana nakon Kupresa, Srbi su udarili na prijevoj Korićina, a onda, deset dana kasnije, u odlučujućoj bitci, na Rujane i Čelebić. S jednostavnom idejom - ovladati Livnom i spojiti se sa snagama u dolini Neretve. Zaokružiti svoj plijen u Bosni i Hercegovini i istodobno izbiti na Vaganj i pod topničko-raketnu kontrolu staviti Split i Sinjsku krajinu.
Postrojbe JNA iz Glamočkog polja napale su hrvatske položaje na livanjskoj bojišnici iz dva smjera, cestom Glamoč - Livno na Korićinu i iz polja od sela Dolac prema Strmici. Napad je vodio pukovnik Slavko Lisica. Na Strmici im je ostao oštećen tenk M-8411 i veći broj poginulih vojnika. Glavni je udar bio na Korićinu, na kojoj su imali dva oštećena tenka i veći broj vojnika izbačen iz stroja. Na samom sektoru Korićine, I. bojna livanjske brigade HVO-a Petar Krešimir IV. imala je 4 MB 82 mm, 1 NsT i dvije puškostrojnice M-53 od četiri koliko ih je imala bojna, koja je pokrivala crtu od 13 km.

## 23. travnja 1992.
Na južnoj strani Livanjskog polja nalaze se Gornji i Donji Rujani. Priljubljeni uz samu Dinaru, ispod vrha Poviruše. 22. travnja, u Gornjim Rujanima, pokopan je osamnestogodišnji Hrvat, koji je pogođen granatom, tjedan dana ranije. Za to vrijeme u Čaprazlijama, Sajkovićima, Crnom Lugu, Vrbici, Bojmutu, sve do Grahova, vladala je sajmišna užurbanost. Četnici su dovlačili teško naoružanje, tegljače, pekli odojke i pili rakiju. Bilo je tu i Belih orlova, Arkanovaca i pančevačkih specijalaca, ali glavnina ljudstva bili su domaći Srbi. Bio je tu i general Ratko Mladić i pukovnik Slavko Lisica.
Dana 23. travnja 1992., otpočela je odlučujuća bitka na livanjskoj bojišnici. Srpske su snage udarile iz smjera Bosanskog Grahova i to istodobno na Donje Rujane, na jugu, i na Čelebić, na sjeveru. Najprije topovima. Iz Pržine haubicama 155 mm i dalekometnim topovima 130 mm. A iz Vrbice haubicama 105 mm. Bila je to kanonada kakvu Livanjsko polje nije doživjelo. Izravno po prvoj crti obrane, ali i po okolnim hrvatskim selima. Taktičku grupu, kojoj je bila okosnica brigada, koja je bila na Kupresu nekoliko dana ranije, u svoj drugi napad na Livno vodio je pukovnik Slavko Lisica.
Krenuli su srpski tenkovi, a za njima pješaštvo. Jedna tenkovska kolona išla je južnim rubom Polja, cestom iz pravca Sajkovići-Čaprazlije, imajući na nišanu Donje Rujane, a druga se valjala sjevernim rubom, iz pravca Bojmunte-Vrbica, udarajući na Čelebić. Nisu išli poljem što se rastegnulo između te dvije komunikacije jer ono nije dobro ni za napad, a ni za obranu. Premda je ravno i naoko pitomo, osobito u kasno proljeće kad se zažuti a rijetki šumarci zazelene, teško je i podmuklo. Močvarno, blatno, išarano ponornicama, a sada i minama. A ni sama širina polja nikome ne daje prednost. Doduše, Hrvati su iskopali nešto rovova, osobito kod Čelebića, ali to je više bilo iz revnosti i nedostatka vojnog iskustva, negoli iz operativno-taktičkih razloga jer je polje loše za ratovanje.
Iz Livna je stigla zapovijed da Donji Rujani ne smiju četnicima u ruke ni po koju cijenu. Izviđači s Poviruše dojavili da su Srbi krenuli s jednom tenkovskom bojnom i jakim pješaštvom ravno na prvu crtu. Istodobno su primljena i izvješća da neki vojnici napuštaju rovove i bježe prema Sinju. Iza deset sati stiže potvrdu da su prvi tenkovi već kod Jaruge, ispred Kurića Glavice. Četnici su već u Podstrani. Dvadesetak branitelja bježi iz podruma, jer nemaju s čime uzvratiti srpskom raspojasanom čeliku. Tenk tuče topom i strojnicom s pedesetak metara udaljenosti. Prvi mrtvi i ranjeni valjaju se u krvi. Branitelji se izvlače, bježe na Dinaru, prema pletenom rovu.
Dio branitelja u pletenom rovu ne djeluje i samo je pitanje vremena kada će pobjeći. Hrvatski spas u zadnji čas je bio dvadesetogodišnji branitelj iz Osijeka, koji je ratovao u Nuštru i dobro rukovao maljutkom. On je djelovao s jedne kose na Dinari udaljene zračnom crtom od središta Donjih Rujana, kojih devet stotina metara. Selo je ležalo kao na dlanu, a s njim i tenkovi koji su udarali po hrvatskim braniteljima što su se još tukli. Transporter se već dovukao do same škole, a s njime i četničko pješaštvo. Za njima ostadoše mrtvi, a među njima i starac od sedamdeset godina, preokrenutih džepova i prerezana vrata. U podne, činilo se da je sve gotovo, da je bitka izgubljena, da je na redu još samo konačna egzekucija.
Napad je zaustavljen kada je spomenuti Osječanin uništio tenkove M-84 i M-60 s posadom. U isto vrijeme, stotinjak metara dalje, u Avliji bitka prsa o prsa. Tuku se domaći borci kojima je u pomoć dojurio jedan vod Druge gardijske brigade HV-a, te nekolicina Vinkovčana, zapravo branitelji, koji su porijeklom bili iz ovih krajeva. Mlate četnike i na juriš zarobljavaju tenk T-55, koji se zapleo među kuće u blizini pravoslavnog groblja. Za nekoliko minuta na njemu je i hrvatska zastava, četnici posustaju i na kraju se u neredu povlače. Hrvati dobiše krila, crta se počela stabilizirati, u demoralizirane vraćati kuraža. Bitka se okrenula.
Na uzvisini iznad sela Provo, kojih pet kilometara od Rujana, general Mladić i pukovnik Lisica nijemo su promatrali taj slom. Neuspjeh na pomoćnom pravcu, odrazio se i na glavnom pravcu, koji je vodio osobno Lisica. On se povukao, vjerojatno strahujući od bočne vatre iz Rujana. Na tom su pravcu branitelji zarobili oštećeni tenk T-34. U međuvremenu hrvatski su borci već na Kurića Glavici, na samom izlazu iz sela Donjih Rujana. Tjeraju posljednje četnike što u kamione ubacuju mrtve i ranjene i bježe u Čaprazlije i dalje za Bosansko Grahovo. Devetero hrvatskih branitelja je poginulo u Rujanima, a Srbi su imali ne manje od četrdesetak i dvostruko više ranjenih.

## Važnost obrane Livna
Uloga livanjske bojišnice u proljeće 1992. bila je od strateškog značaja jer su na tom području hrvatske snage (lokalni dobrovoljci okupljeni u HVO-u i HOS-u) uspjele zaustaviti snažan napad velikosrpskih snaga te obraniti Hrvatsku i Bosnu i Hercegovinu. Nakon poraza na livanjskoj bojišnici i u dolini Neretve, Srbi mijenjaju svoje planove i okreću se Bosanskoj Posavini s idejom povezivanja prostora od Drine preko Posavine sve do Banje Luke i okupiranih hrvatskih područja.
Jednako tako, događaji na Livanjskoj bojišnici, uz ostala bojišta, pokazali su da se rat u Hrvatskoj i Bosni i Hercegovini mora promatrati kao jedinstveno i neodvojivo ratište, te da se samo suradnjom i zajedništvom Hrvata iz Hrvatske i Bosne i Hercegovine moglo oduprijeti tada daleko nadmoćnijem neprijatelju. Crta razdvajanja uspostavljena uspješnom obranom Livna u proljeće 1992. ostala je nepromijenjena sve do kraja 1994. godine.

## Unutarnje poveznice
- Bitka za Kupres 1992.
- Rat u Bosni i Hercegovini
- Bh. Hrvati u ratu u BiH
- Operacija Zima '94.

## Vanjske poveznice
| - knjiga Nenada Ivankovića, Krvava zemlja, dio o Livnu - Zagoričani.com Dani obrane Livna, 13. - 23. travnja - Zagoričani.com Gotovinine Crne mambe - Zagoričani.com Napadi na Livno - Zagoričani.com Vukovi ponovo u Livnu | - Zagoričani.com Irac koji je postao hrvatska legenda - Zagoričani.com Branitelji Livna, gdje ste danas? - Zagoričani.com Obrana Hrvatske i BiH - Livno 1992. - Zagoričani.com Memorijalni centar u Rujanima - Komentar.hr Presudna uloga Livanjske bojišnice Arhivirana inačica izvorne stranice od 2. svibnja 2012. (Wayback Machine) |

- Narod Piše: rž, 13.4.1992. – Počela važna strateška bitka za Livno, 13. travnja 2015.
- Hrsvijet Piše: M.M., 25 godina od bitke koja je spasila BiH ali i jug Hrvatske , 13. travnja 2017.
- Narod Piše: rž, 13. travnja 1992. Livno – bitka koja je spriječila odsjecanje Dalmacije i Hrvata BiH, 13. travnja 2016.
- Narod Piše: rž, (VIDEO) 23. travnja 1992. – konačni slom srpske ofenzive prema Neretvi, 23. travnja 2016.
- Kamenjar.com Ivona B: KONAČNA BITKA ZA OBRANU LIVNA – Tenkovsko pješački napad na Livno 23.4.1992 - 23. travnja 2016.